# La Ferrière-en-Parthenay
La Ferrière-en-Parthenay ist eine französische Gemeinde mit 762 Einwohnern (Stand: 1. Januar 2022) im Département Deux-Sèvres in der Region Nouvelle-Aquitaine. Sie gehört zum Arrondissement Parthenay und zum Kanton La Gâtine.

## Geographie

### Lage
La Ferrière-en-Parthenay liegt in etwa 33 Kilometer westnordwestlich von Poitiers und etwa zwölf Kilometer östlich von Parthenay.

### Nachbargemeinden
Umgeben wird La Ferrière-en-Parthenay von den Nachbargemeinden Oroux im Norden, Thénezay im Norden und Nordosten, Chalandry im Osten, Vasles im Südosten, Saint-Martin-du-Fouilloux im Süden und Südwesten, Saurais im Südwesten sowie La Peyratte im Westen.

### Gewässer
Im Süden des Gemeindegebietes verläuft der Fluss Vendelogne.

## Bevölkerungsentwicklung
| Jahr                       | 1962 | 1968 | 1975 | 1982 | 1990 | 1999 | 2006 | 2019 |
| Einwohner                  | 797  | 768  | 724  | 706  | 673  | 755  | 779  | 762  |
| Quellen: Cassini und INSEE |      |      |      |      |      |      |      |      |

## Verkehr
Durch die Gemeinde führen die frühere Route nationale 738, die heutige D738, sowie die Route nationale 149.